# Ford ZX2
La Ford ZX2, ou Escort ZX2, est un coupé du constructeur automobile américain Ford, dérivé de la troisième génération de la Ford Escort,  produite de 1997 à 2003.

## Description

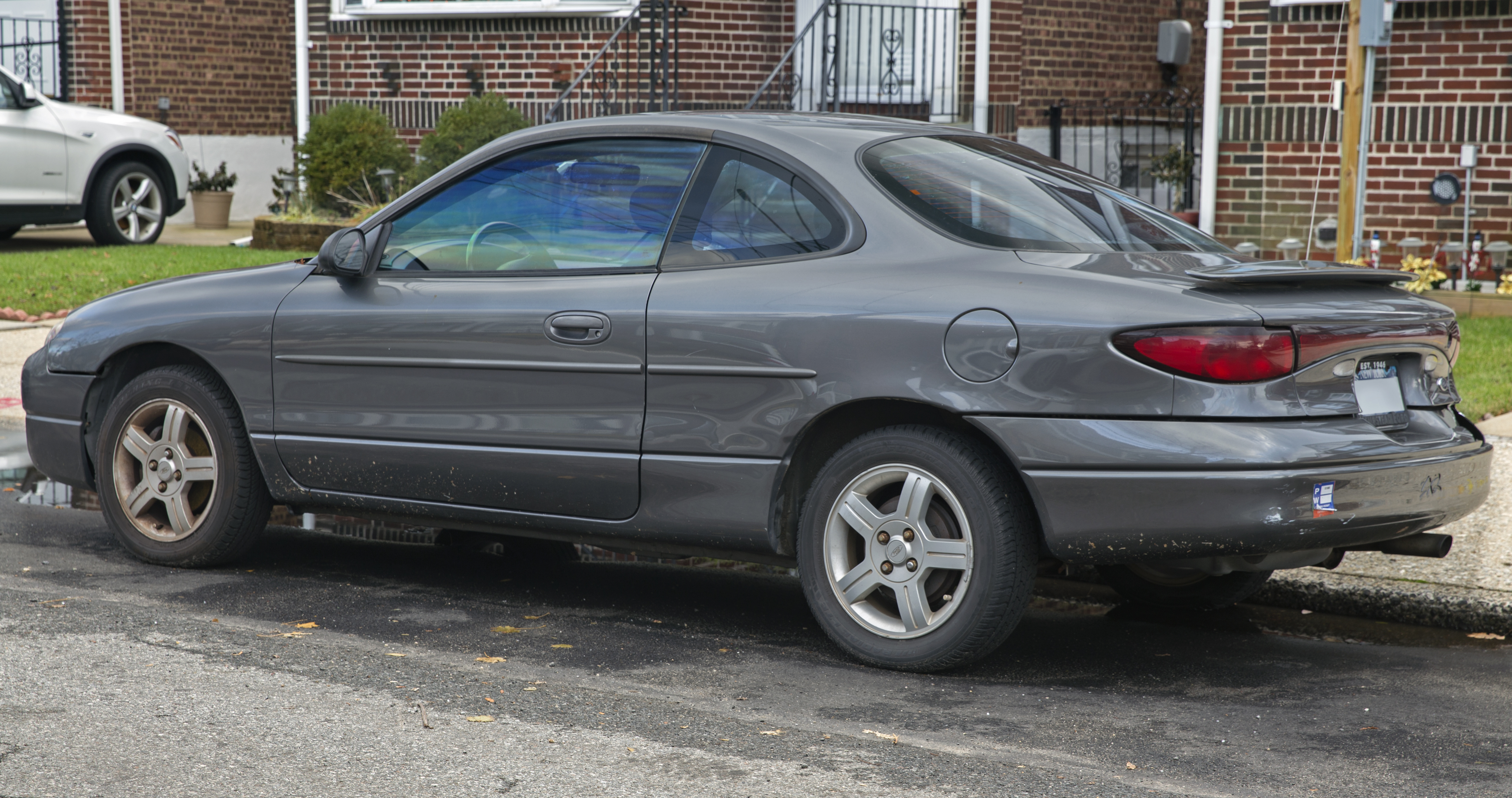
Ford Escort ZX2 SE 2003 (phase 2, vue arrière)

Une version de l'Escort retravaillée fut présentée au public au printemps 1997, un coupé, le ZX2. Le nom est censé être dérivé de "Z" pour moteur Zetec, "X" pour la Génération X dont la voiture a été commercialisé et "2" pour 2 portes coupé. Ford l'a équipé d'un moteur 2.0 litres 16 soupapes "Zetec" de 130 chevaux et exerçant le 0 à 100 km/h en environ 7,8 secondes.
En 2001, Ford a abandonné le nom "Escort" de la verion à deux portes, qui s'appellerait alors ZX2 à partir de ce moment. La dernière année de production remonte à 2003. Cette année-là, la ZX2 avait également reçu un nouveau carénage frontal, des jantes à cinq rayons de 15 pouces pour cette année seulement et, enfin, un lecteur de CD intégré aux versions deluxe et premium. Elle était également équipée d'un toit ouvrant de série. En raison des faibles ventes et de la faible demande, Ford a décidé de retirer ce véhicule de sa gamme.
La ZX2 utilisait une plate-forme Mazda.

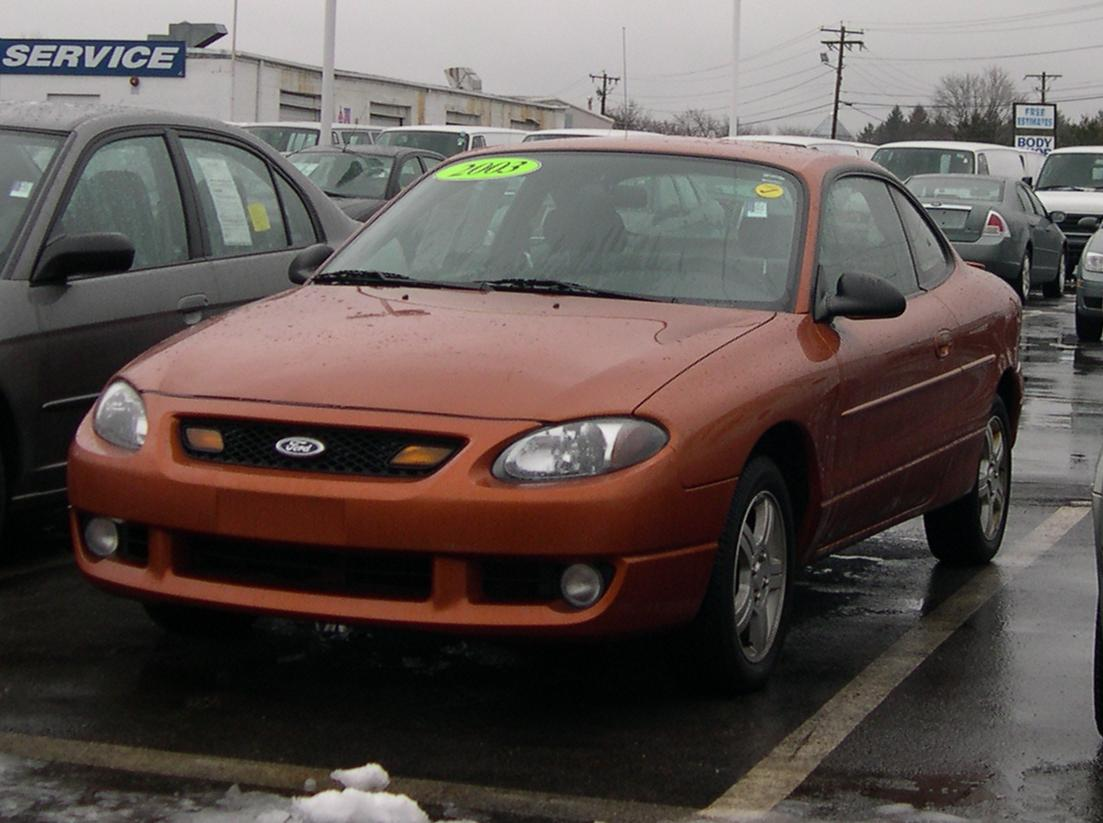
Ford ZX2 2003

## ZX2 S/R
La présence accrue et le succès des modèles de performance étrangers à la fin des années 90 ont incité Ford à créer son propre modèle de performance, la ZX2 S/R. Destiné à concurrencer les compactes performantes peu coûteuses telles que la Honda Civic Si ou la Dodge Neon ACR, Ford a créé la ZX2 S/R. La ZX2 S/R a été le premier produit développé conjointement par Ford Racing.
La production finale des S/R s’élève à 2 110 unités..